# Lutjanus jocu
Lutjanus jocu är en fiskart som först beskrevs av Bloch och Schneider, 1801.  Lutjanus jocu ingår i släktet Lutjanus och familjen Lutjanidae. Inga underarter finns listade i Catalogue of Life.